# جوزپه پلاسیدو نیکولینی
جوزپه پلاسیدو نیکولینی (به انگلیسی: Giuseppe Placido Nicolini؛ زادهٔ ۱۸۷۷ – درگذشتهٔ ۱۹۷۳) اسقف اعظم کلیسای کاتولیک ایتالیا، از سال ۱۹۲۸ تا ۱۹۷۳ بود. وی، قبل از خدمت به عنوان اسقف، در سال ۱۸۹۹، به عنوان کشیش منصوب شد. در طول جنگ جهانی دوم، وی شبکهٔ اسیسی را تأسیس‌کرد که به صدها یهودی پناه می‌داد.